# Unverre
Unverre är en kommun i departementet Eure-et-Loir i regionen Centre-Val de Loire strax norr om centrala Frankrike. Kommunen ligger i kantonen Brou som tillhör arrondissementet Châteaudun. År 2022 hade Unverre 1 212 invånare.

## Befolkningsutveckling
Antalet invånare i kommunen Unverre
Referens:INSEE